# Электромагнитные теории сознания
Электромагнитная теория сознания — теория, утверждающая что электромагнитное поле, производимое мозгом, есть фактический носитель сознательного опыта.
Первоначально была предложена Джонджо Макфадденом, Сьюзен Покетт и E. Рой Джоном. Отправной точкой теории является тот факт, что всякий раз, когда нейрон возбуждается, чтобы произвести потенциал действия, он также производит возмущение в окружающем электромагнитном поле (ЭМП).
Информация, закодированная в паттернах возбужденных нейронов, таким образом, отражается в ЭМП мозга.
Размещение сознания в ЭМП мозга, а не в нейронах, имеет преимущество чёткого объяснения того, как информация, размещённая в миллионах нейронов рассеянных всюду в мозгу, может быть объединена в единый сознательный опыт (иногда называемый проблемой объединения): информация объединена в ЭМП.
Таким образом, ЭМП сознания, можно полагать, является «объединителем информации».
Эта теория иначе объясняет несколько озадачивающих фактов, например, как выяснилось, внимание и понимание имеют тенденцию быть коррелированными с синхронным возбуждением множества нейронов, а не с возбуждением индивидуальных нейронов.
Когда нейроны возбуждаются вместе, их ЭМП производят более сильные возмущения общего ЭМ поля мозга; таким образом, синхронное нейронное возбуждение будет иметь тенденцию большего воздействия на ЭМП мозга (и таким образом на сознание), чем возбуждение индивидуальных нейронов.
Различные ЭМП-теории расходятся относительно влияния предложенного ЭМП сознания на функции мозга.
В CEMI полевой теории Макфаддена, глобальное ЭМП мозга влияет на перемещение электрических зарядов через нейронные мембраны и, таким образом, влияет на вероятность того, что отдельные нейроны будут возбуждаться, обеспечивая петлю обратной связи, которая управляет свободной волей.
Однако в теориях Сьюзен Покетт и E. Рой Джона нет никакой причинной связи между ЭМП сознания и нашими сознательно желаемыми действиями.
Если теория верна, то это имеет первостепенное значение для усилий по воплощению сознания в машинах с искусственным интеллектом, поскольку существующие микропроцессорные технологии созданы таким образом, чтобы передавать информацию линейно по электрическим каналам, а более общие электромагнитные эффекты рассматриваются как помехи и подавляются.
Первые эксперименты по физическому воплощению электромагнитной теории сознания проведены российской исследовательской группой. Исследователи сообщили о создании необходимых компонентов аппаратных средств ЭВМ для реализации «электромагнитного сознания», основанного на CEMI теории Джонджо МакФаддена. В частности, сотрудниками кафедры Экспериментальной физики Уральского государственного технического университета — УПИ, К. Н. Шевченко, Н. В. Шевченко, Б. В. Шульгиным создана модель нейронной сети на нейронах (ЭМ-нейронах) с дополнительными каналами обмена информации посредством электромагнитного поля (ЭМП). Разработка защищена патентом (Патент RU 2309457 C1, МПК G06N 3/06, G06G 7/60. Модель нейронной сети. Заявлено 06.05.2006; Опубликовано 27.10.2007; Бюллетень № 30).
Дополнительные каналы взаимодействия посредством ЭМП технически реализованы особой конструкцией аксона искусственного нейрона в виде цепочки последовательно включенных радиоимпульсных автогенераторов со схемами самогашения и схем выделения огибающей радиоимпульса. Идеология работы сети из ЭМ-нейронов во многом совпадает с CEMI теорией Джонджо Макфаддена, отличие заключается в механизме конкретной реализации процесса обмена информации между нейронами посредством ЭМП.
ЭМ-нейрон имеет большее функциональное сходство с биологическим прототипом по сравнению с известными моделями и выполняет функции обработки информации, свойственные биологическому нейрону. За исключением факта излучения и приема электромагнитных колебаний (новизна изобретения), работа ЭМ-нейрона не противоречит известным моделям биоподобных искусственных нейронов и соответствует наблюдаемым процессам в нейрофизиологии.
Исследования малоразмерной сети из 3-х ЭМ-нейронов показали, что ЭМ-нейроны способны конкурировать друг с другом за источники питания. В результате конкуренции происходит самоорганизация нейронной сети — хаотические режимы сменяются синхронными, демонстрируя паттерны со сложными временными кодами.
Вопрос о самозарождении сознания в сети с такой архитектурой остается открытым, поскольку исследования продолжаются.